# Scottön
Scottön (engelska Scott Island) en ö utanför norra Antarktis söder om Nya Zeeland. Nya Zeeland gör anspråk på området och det ingår i Ross Dependency.

## Geografi
Ön har en area av cirka 0.04 km² med den högsta höjden Haggitt's Pillar på ringa 63 m.ö.h.. Ön är vulkanö och täcks till 95 % av glaciär. Den är 370 meter lång och 180 meter bred.
Geografiska koordinater är 67°24′S 179°55′W.

## Historia
Ön upptäcktes 1902 av engelske sjöfararen William Colbeck under en hjälpexpedition för upptäcktsresanden Robert Falcon Scott och namngavs för att hedra denne.